# Un'altra notte se ne va
Un'altra notte se ne va è un brano musicale degli Zero Assoluto, estratto come terzo singolo dall'album Alla fine del giorno.

## Il brano
Il brano è entrato nella rotazione radiofonica italiana a partire dall'11 settembre 2014. Anticipa, assieme a All'improvviso e Un'altra notte se ne va, il quinto album del duo.

## Video musicale
Il videoclip del brano presenta delle scene di ragazze che viaggiano insieme e altre scene che vede il duo cantare in vari luoghi. Il video, girato da Cosimo Alemà, è stato pubblicato sul canale Vevo del gruppo l'11 settembre 2014.

## Tracce
Digital Download
1. Un'altra notte se ne va - 5:24